# Diacritus aciculatus
Diacritus aciculatus är en stekelart som först beskrevs av Vollenhoven 1878.  Diacritus aciculatus ingår i släktet Diacritus och familjen brokparasitsteklar. Enligt den finländska rödlistan är arten nationellt utdöd i Finland. Arten är reproducerande i Sverige. Utöver nominatformen finns också underarten D. a. japonicus.